# Miloslav Sochor
Miloslav Sochor (ur. 8 stycznia 1952 w Pecu pod Sněžkou) – czeski narciarz alpejski reprezentujący Czechosłowację. Zajął 11. miejsce w gigancie na igrzyskach w Innsbrucku w 1976 r. Jego najlepszym wynikiem na mistrzostwach świata było 4. miejsce w kombinacji na mistrzostwach w Sankt Moritz. Najlepsze wyniki w Pucharze Świata osiągnął w sezonie 1976/1977, kiedy to zajął 38. miejsce w klasyfikacji generalnej.

## Sukcesy

### Puchar Świata

#### Miejsca w klasyfikacji generalnej
- 1973/1974 – 49.
- 1974/1975 – 52.
- 1975/1976 – 56.
- 1976/1977 – 38.

#### Miejsca na podium
1. Åre – 21 marca 1977 (gigant) – 3. miejsce